# Lota lota
La lota (Lota lota) es una  especie de pez gadiforme de la familia Lotidae. Es el único gadiforme que vive en agua dulce y es el único representante del género Lota.
Esta especie está estrechamente emparentada con peces marinos como la maruca común (Molva molva) y el cusco (Brosme brosme), todos ellos pertenecientes a la familia Lotidae. Lotidae (peces de roca).

## Descripción
Con una apariencia como un cruce entre un bagre y una anguila, la lota tiene un cuerpo similar a una serpiente, pero se distingue fácilmente por una sola barba en la barbilla. No suelen superar el metro y medio de longitud y los 30 kg de peso. El cuerpo es alargado y comprimido lateralmente, con una cabeza aplanada y una única proyección en forma de tubo para cada fosa nasal. La boca es ancha, y tanto la mandíbula superior como la inferior tienen muchos dientes pequeños. La lota tiene dos aletas dorsales blandas, la primera baja y corta y la segunda mucho más larga. Las aletas ventrales se sitúan por delante de las pectorales, la zona ventral es blanquecina y los laterales gris-pardo con vetas más oscuras. 
La aleta anal es baja y casi tan larga como la dorsal. La aleta caudal es redondeada, las aletas pectorales tienen forma de abanico y las aletas pélvicas son estrechas, con un segundo radio de aleta alargado. Tener aletas tan pequeñas en relación con el tamaño del cuerpo indica un estilo de vida bentónico con baja resistencia a la natación, incapaz de soportar fuertes corrientes.

## Distribución geográfica y hábitat
Es común en lagos y ríos de Europa y América del Norte por encima de los 40°N de latitud. La lota vive en ríos, lagos y embalses grandes y fríos, prefiriendo principalmente hábitats de agua dulce, pero puede prosperar en ambientes salobres para el desove. Durante el verano, normalmente se encuentran en el agua más fría debajo de la termoclina. En el lago Superior, la lota puede vivir a profundidades inferiores a 300 m. Como peces bentónicos, toleran una variedad de tipos de sustrato, que incluyen barro, arena, escombros, rocas, limo y grava, para alimentarse. Los adultos construyen madrigueras extensas en el sustrato para refugiarse durante el día. La lota es un cazador crepuscular activo. Las poblaciones de lota son adfluviales durante el invierno y migran a los arrecifes y bancos cercanos a la costa para desovar, prefiriendo zonas de desove de arena o grava.

## Comportamiento

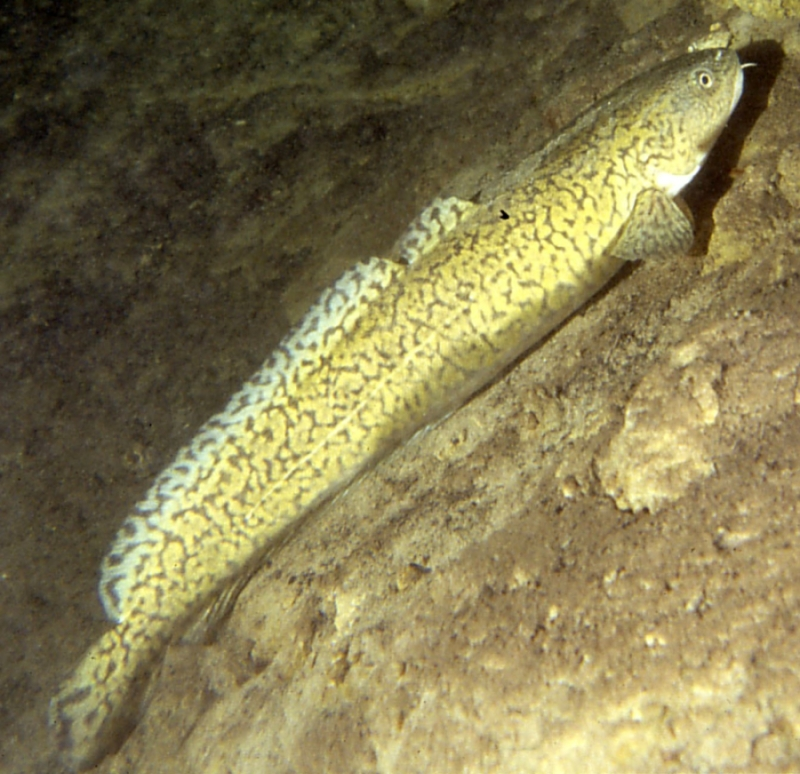
Un ejemplar de Lota lota en el Lago Walchensee, (Baviera, Alemania).

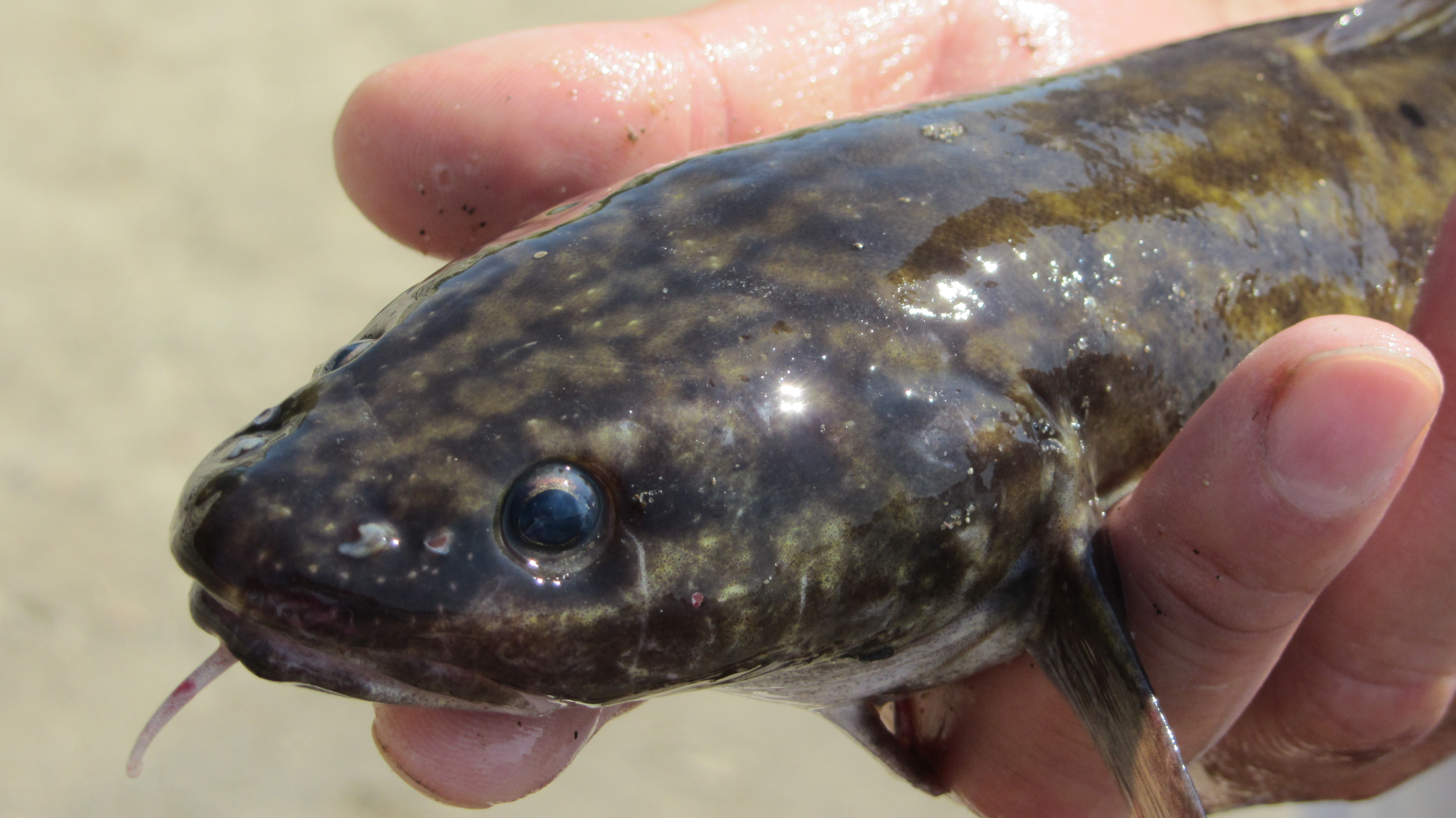
Detalle de la barba de una Lota lota. Vidin, Bulgaria.

### Reproducción
La lota alcanza la madurez sexual entre los cuatro y los siete años de edad. La temporada de desove suele tener lugar entre diciembre y marzo, a menudo bajo el hielo a temperaturas extremadamente bajas que oscilan entre 1 y 4 °C. Durante una temporada relativamente corta que dura de dos a tres semanas, la lota desova varias veces, pero no todos los años.
Dependiendo del tamaño corporal, la fecundidad de la lota hembra oscila entre 63.000 y 3.478.000 huevos por puesta, en aguas poco profundas con suelos pedregosos. La tasa de crecimiento, la longevidad y la edad de madurez sexual de la lota están estrechamente relacionadas con la temperatura del agua; los individuos grandes y viejos producen más huevos que los pequeños y jóvenes. Los huevos son redondos con un gran glóbulo de aceite, de aproximadamente 1 mm (0 plg) de diámetro y tienen un rango óptimo de incubación entre 1 y 7 °C (34 y 45 °F).
Las larvas de lota recién eclosionadas son pelágicas, a la deriva pasiva en aguas abiertas. Los hábitats cercanos a los 4 °C (39 °F) son óptimos para la lota y prefieren temperaturas del agua de 12 °C (54 °F) y más bajas. Por la noche, los juveniles son activos, refugiándose durante el día bajo rocas y otros desechos. En su primer año de vida crecen rápidamente y alcanzan una longitud total de entre 11 y 12 cm (4,3 y 4,7 plg) a finales de otoño. Durante su segundo año de vida, la lota crece de media otros 10 cm (3,9 plg).

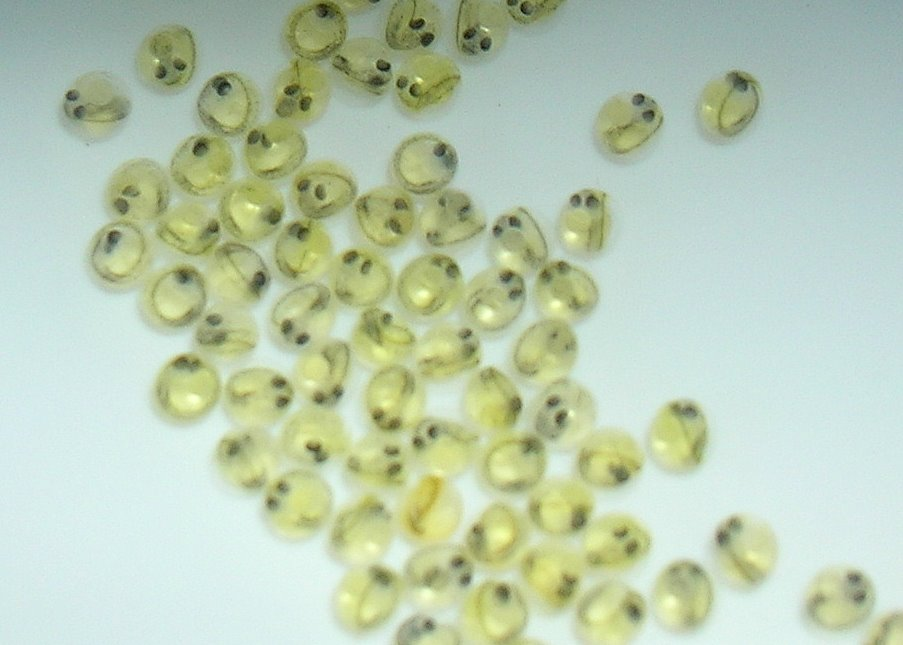
Para el desarrollo, los huevos son muy sensibles y se necesita una temperatura de entre 2 y 6 °C. En esta imagen ya se puede ver los ojos de las crías en los huevos.

Al desovar a voleo, la lota no tiene un lugar de anidamiento explícito, sino que libera los huevos y el esperma en la columna de agua para que vayan a la deriva y se asienten.  Cuando desovan, muchos machos se reúnen alrededor de una o dos hembras, formando una bola de desove. Retorciéndose en aguas abiertas, machos y hembras liberan simultáneamente esperma y huevos. Dependiendo de la temperatura del agua, el periodo de incubación de los huevos dura entre 30 y 128 días.  Los huevos fecundados van a la deriva hasta que se depositan en grietas y huecos del sustrato.
La lota pasa de hábitats pelágicos a entornos bentónicos cuando alcanza la edad adulta, alrededor de los cinco años.  La longitud media de la lota en la madurez es de unos 40 cm, con un ligero dimorfismo sexual. Las longitudes máximas oscilan entre 30 a 120 cm, y los pesos oscilan entre 1 y 12 kg.

### Dieta y depredadores
En la fase larvaria, la lota de un mes de edad comienza a alimentarse de forma exógena, consumiendo alimentos a través de la boca y digiriéndolos en los intestinos. La lota en la fase larvaria y hasta la fase juvenil se alimenta de invertebrados en función de su tamaño. Por debajo de 1 cm, la lota se alimenta de copépodos y cladóceros, y por encima de 1 a 2 cm, de zooplancton y anfípodos. Como adultos, son principalmente piscívoros, depredadores de lamprea, pez blanco, gallos, jóvenes lucio europeo, suckers, espinosos, trucha, y perca. A veces, lota también come insectos y otros macroinvertebrados, y se sabe que come ranas, serpientes y aves. Su amplia dieta también está relacionada con su tendencia a morder los señuelos, lo que facilita su captura. El lucio europeo (Esox lucius), el americano lucio de los Grandes Lagos (Esox masquinongy) y algunas especies de lamprea cazan a la lota.

## Importancia comercial

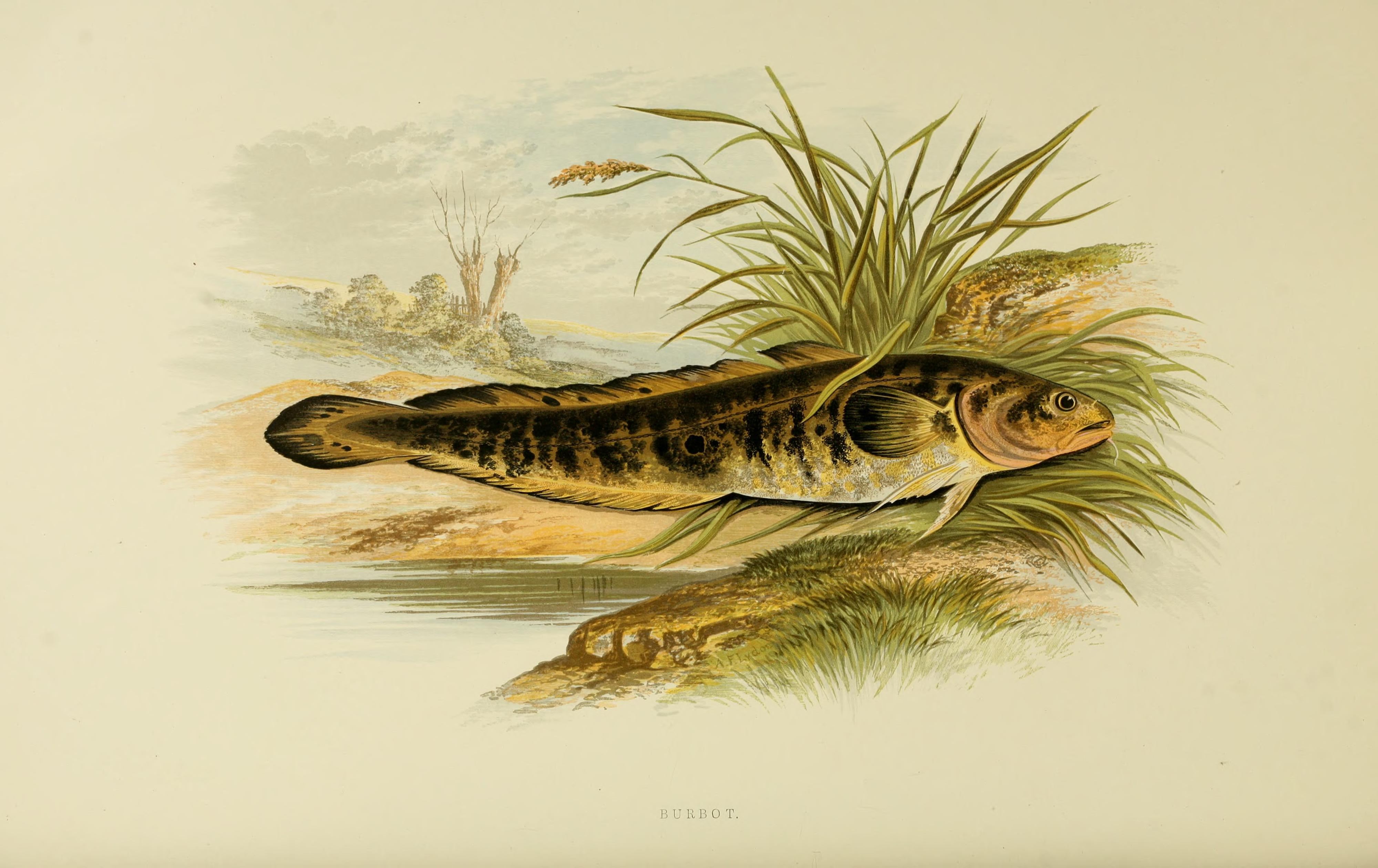
Ilustración de 1879 por Alexander Francis Lydon.

Un libro escrito en 1590 en Inglaterra señala que la lota era tan común que se usaba para alimentar a los cerdos.
La lota es comestible. En Finlandia, sus huevas e hígado son muy apreciados como manjares, al igual que el pescado en sí. Un torneo anual de pesca submarina se lleva a cabo cerca de Roblin, Manitoba. Uno de los platos fuertes del torneo es el pescado frito, donde la pesca del día se sirve frita. Cuando se cocina, la carne de lota tiene un sabor muy similar a la langosta americana, lo que lleva al apodo de la lota de "langosta del pobre".
En la década de 1920, el boticario de Minnesota Theodore "Ted" H. Rowell y su padre, Joseph Rowell, un pescador comercial en Lake of the Woods, usaban la lota como alimento para los zorros en las granjas de zorro azul de Joe. Descubrieron que la lota contenía algo que mejoraba la calidad de las pieles de los zorros; esto fue confirmado por los compradores de pieles, quienes comentaron que estas pieles eran superiores a otras pieles que veían. Ted Rowell sintió que había algo en la lota, por lo que extrajo un poco de aceite y lo envió para que lo analizaran. El resultado del ensayo fue que el hígado de la lota tiene de tres a cuatro veces los niveles en vitamina D, y de cuatro a diez veces en vitamina A, que los del aceite de hígado de bacalao de "buenos grados". Su contenido de vitaminas varía de un lago a otro, donde las dietas de las lotas pueden variar. Además, el hígado constituye aproximadamente el 10% del peso corporal total del pez, y su hígado es seis veces mayor que el de los peces de agua dulce de tamaño comparable. El aceite tiene menor viscosidad, y se digiere y asimila más rápidamente que la mayoría de los demás aceites de hígado de pescado. Rowell fundó Burbot Liver Products Company, que más tarde se convirtió enRowell Laboratories, Inc., de Baudette, Minnesota, y hoy es una subsidiaria de Solvay Pharmaceuticals de Bruselas, Bélgica.

## Pesca con caña

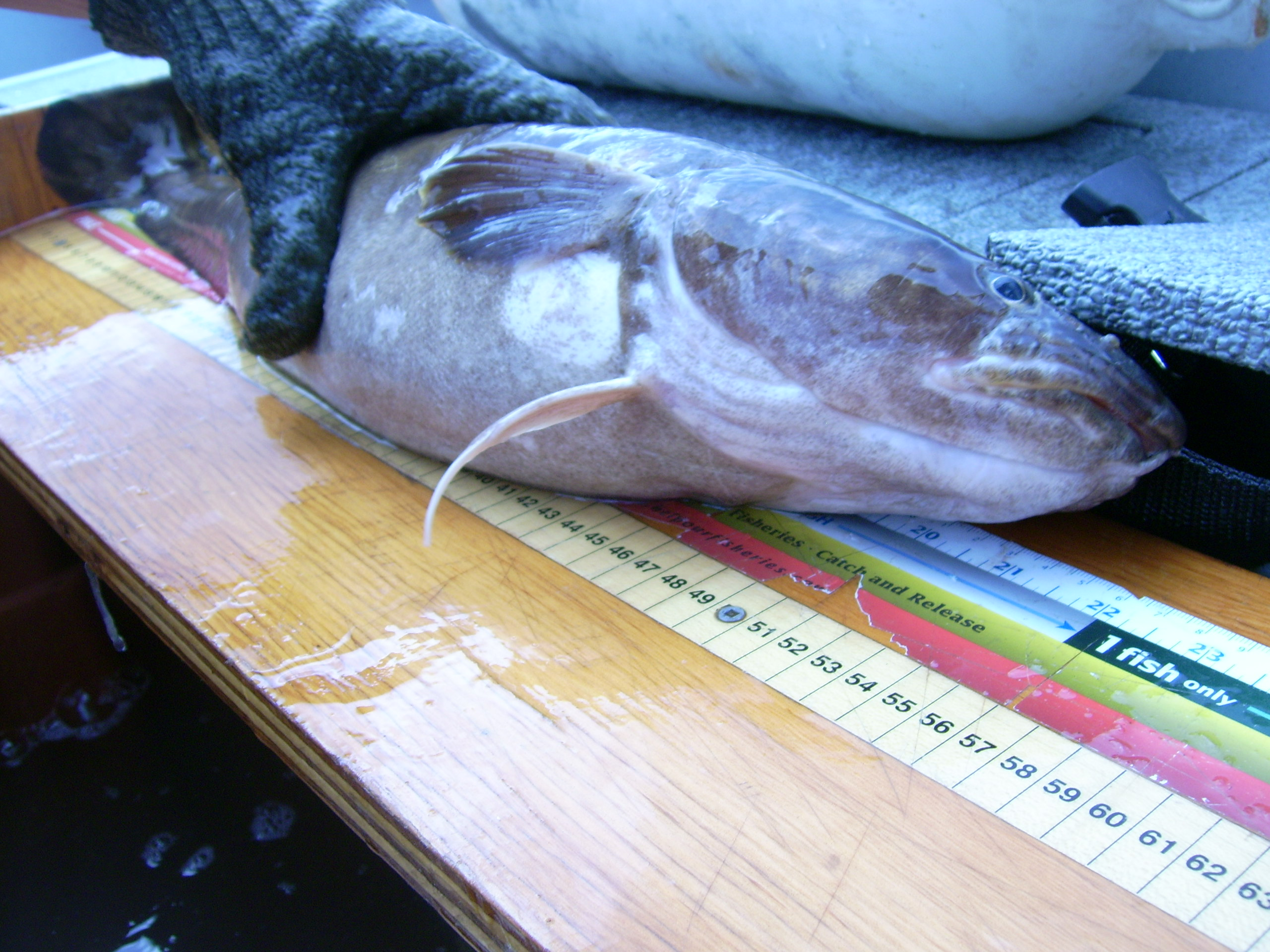
Ejemplar de lota pesacdo en la bahía Batchawana, Lago Superior.

La Asociación Internacional de Pesca Deportiva (por sus siglas en inglés IGFA, International Game Fish Association) reconoce a la lota de récord mundial como la capturada en el lago Diefenbaker, Saskatchewan, Canadá, por Sean Konrad el 27 de marzo de 2010. El pescado pesaba 11,4 kg.
La lota es un depredador tenaz, que en ocasiones ataca a otros peces de casi el mismo tamaño, y como tal, puede ser un pez molesto en aguas donde no es autóctona. Los recientes descubrimientos de lota en el río Green en el embalse Flaming Gorge en Utah (EE. UU.) han preocupado a los biólogos de la vida silvestre, quienes temen que la lota pueda diezmar la población de peces deportivos en lo que se reconoce como una de las principales pesquerías de trucha marrón del mundo, porque a menudo se alimenta de la huevos de otros peces del lago, como el salmón rojo. La División de Pesca y Caza de Utah ha instituido un reglamento de "captura y muerte" de "no liberación" para la lota en las vías fluviales de Utah. Sin embargo, se ha descubierto que las regulaciones son en gran medida inaplicables.
Los pescadores de anguila capturan la lota a menudo de noche. 
La ciudad de Walker, Minnesota, EE. UU. celebra un Festival Internacional de Eelpout cada invierno en el lago Leech (eelpout es el nombre local de la lota). El festival recibió atención nacional el 4 de marzo de 2011, cuando un corresponsal de The Tonight Show con Jay Leno hizo un segmento sobre el evento.
Se captura  también con fines industriales, ya que sirve como fuente de aceite y se utiliza para la preparación de harina de pescado. Su hígado, seco y salado, se comercializa en muchas zonas de Europa. Tiene unas carnes deliciosas, muy apreciadas.

## Estado de conservación
Las poblaciones de lota son difíciles de estudiar y censar debido a sus profundos hábitats y su reproducción bajo el hielo. Aunque la distribución global de la lota es extensa y abundante, muchas poblaciones han sido amenazadas o exterminadas. Ictiólogos y taxónomos han sugerido recientemente que se pruebe una antigua base de datos taxonómica de nuevas especies genéticas para identificar dos especies de río: la Lota lota y la Lota maculosa.
Como la lota carece de popularidad en la pesca comercial, muchas regiones ni siquiera consideran planes de gestión. La contaminación y el cambio de hábitat, como la construcción de represas en los ríos, parecen ser las causas principales de la disminución de la población de lota en los ríos, mientras que la contaminación y los efectos adversos de las especies invasoras tienen la mayor influencia en las poblaciones lacustres. El manejo de la lota tiene baja prioridad, siendo inexistente en algunas regiones.

## Cría y reintroducción en Alemania
Su actividad invernal y su reputación como depredadores de desove de salmón los hicieron impopulares entre los administradores de aguas de salmónidos. A menudo se haeliminado la Lota deliberadamente. Actualmente se están realizando esfuerzos para reintroducir a la Lota en muchos lugares, como en Lippe, Ruhr, Nidda, Oste y Neckar. En algunos casos, también se ponen a disposición fondos para medidas de repoblación de alevines como parte de programas de apoyo a las especies con cargo a la tasa de pesca, que se recauda al emitir las licencias de pesca. A finales de mayo de 2018, se reintrodujeron 1.500 alevines en el río Stever.  En 2019 se llevó a cabo una repoblación de lotas en el distrito de Karlsruhe, que fue atendida por varios clubes de pesca de la región. La lota está protegida en muchas aguas y no puede ser objeto de pesca ni sacarse del agua.

## Gastronomía
La lota es un plato especialmente apreciado por su fino sabor. Puede utilizarse como ingrediente principal de un plato de pescado asado. El hígado de lota frito también es delicioso, con un sabor parecido al del foie gras, lo que lo convierte en un acompañamiento perfecto de una ensalada. Sin embargo, es aconsejable abrir la ventana o ventilar mientras se cocina, ya que el olor recuerda al del aceite de hígado de bacalao.